# Láng és a szuperverdák
A Láng és a szuperverdák (eredeti cím: Blaze and the Monster Machines) 2014-ben indult amerikai televíziós 3D-s számítógépes animációs sorozat, amelyet Jeff Borkin és Ellen Martin alkotott.
A sorozat premierje Amerikában 2014. október 28-án volt a Nickelodeon-on. Magyarországon először a Nick Jr. mutatta be 2015. május 10-én. A Nickelodeon is bemutatta 2015. május 18-án.

## Cselekmény
Láng, egy vörös Monster kamion. A sofőrje az okos AJ. Olyan világban élnek, amelyben sok élő Monster teherautó, úgynevezett „szuperverdák” élnek. Barátaik Vagány, Csíkos, Zeg, Csilla, valamint Gabi, aki szerelő, aki bármit meg tud javítani.

## Szereplők

### Főszereplők
| Szereplő | Eredeti hang | Magyar hang        | Leírás                                                                  |
| -------- | --- | ------------------ | ----------------------------------------------------------------------- |
| Láng     | Nolan North | Magyar Bálint      | Axle város első számú versenyzője, egy piros szörnyteherautó.           |
| AJ       | Dusan Brown (1. hang) Caleel Harris (2. hang) Ramone Hamilton (3. hang) Jakari Fraser (4. hang) Jacquez Swanigan (1. énekhang) Reed L. Shannon (2. énekhang) Artyon Celestine (3. énekhang) | Csifó Dorina       | Láng sofőrje, egy 8 éves technológiai szakértő.                         |
| Zúzó     | Kevin Michael Richardson | Bolla Róbert       | Egy verda, aki imád csalni, és így akar nyerni.                         |
| Ficsor   | Nat Faxon | Csőre Gábor        | Zúzó barátja, annak ellenére, hogy Zúzó közömbös felé.                  |
| Gabi     | Angelina Wahler(1. hang) Molly Jackson (2. hang) Luna Bella Zamora (3. hang) | Bogdányi Titanilla | Egy hozzáértő szerelő.                                                  |
| Csíkos   | Sunil Malhotra | Seder Gábor        | Egy csíkos teherautó a tigris képességeivel.                            |
| Csilla   | Kate Higgins | Zakariás Éva       | Egy lila teherautó, kötélrendező szakértő.                              |
| Vagánybá | Alexander Polinsky | Szalay Csongor     | Egy félelem nélküli kék szörnyteherautó, aki szeret trükköket csinálni. |
| Zeg      | James Patrick Stuart | Bognár Tamás       | Egy fél triceratops, fél szörnyteherautó.                               |
| Watts    | Melanie Minichino | N/A                | Egy magenta színű, elektromos árammal működő szörnyteherautó.           |

### Mellékszereplők
| Szereplő | Eredeti hang             | Magyar hang   | Leírás                                            |
| -------- | ------------------------ | ------------- | ------------------------------------------------- |
| Lök      | Jeff Bennett             | Jakab Csaba   | Teherautó, aki be szokta jelenteni a versenyeket. |
| Joe      | Nat Faxon                | Czető Roland  | Gus legjobb barátja.                              |
| Gus      | Kevin Michael Richardson | Baráth István | Joe legjobb barátja.                              |

### Magyar változat
- Főcímdal: Szabó Máté
- Bemondó: Bozai József
- Magyar szöveg: Lovász Ágnes
- Hangmérnök és dalszövegek: Császár Bíró Szabolcs
- Vágó: Kránitz Bence
- Gyártásvezető: Németh Piroska
- Szinkronrendező: Faragó József
- Stúdió: SDI Media Hungary

## Évados áttekintés
| Évad | Évad | Epizódok | Eredeti premier      | Eredeti premier      | Magyar premier (Nickelodeon) | Magyar premier (Nickelodeon) | Magyar premier (Nick Jr.) | Magyar premier (Nick Jr.) |
| Évad | Évad | Epizódok | Évadpremier          | Évadfinálé           | Évadpremier                  | Évadfinálé                   | Évadpremier               | Évadfinálé                |
| ---- | ---- | -------- | -------------------- | -------------------- | ---------------------------- | ---------------------------- | ------------------------- | ------------------------- |
|      | 1    | 20       | 2014. október 13.    | 2016. február 18.    | 2015. május 18.              | 2016. március 11.            | 2015. május 10.           | 2016. március 12.         |
|      | 2    | 20       | 2015. szeptember 25. | 2017. április 14.    | 2016. március 18.            | 2017. május 28.              | 2016. március 19.         | 2017. május 27.           |
|      | 3    | 20       | 2016. október 10.    | 2018. február 22.    | N/A                          | N/A                          | 2017. március 11.         | 2018. augusztus 29.       |
|      | 4    | 20       | 2018. március 26.    | 2019. szeptember 9.  | N/A                          | N/A                          | 2018. szeptember 2.       | 2019. november 2.         |
|      | 5    | 20       | 2019. augusztus 16.  | 2021. július 23.     | 2020. május 9.               | 2020. december 17.           | 2019. december 1.         | 2021. július 24.          |
|      | 6    | 23       | 2020. december 18.   | 2022. szeptember 13. | 2021. december 4.            | TBA                          | 2021. július 30.          | 2022. október 21.         |
|      | 7    | 30       | 2022. szeptember 14. | 2024. április 3.     | TBA                          | TBA                          | 2022. június 20.          | 2024. augusztus 11.       |
|      | 8    | 12       | 2024. április 4.     | 2025. február 5.     | TBA                          | TBA                          | 2024. november 25.        | TBA                       |
|      | 9    | TBA      | 2025. február 6.     | TBA                  | TBA                          | TBA                          | TBA                       | TBA                       |